# Велоспорт на літніх Олімпійських іграх 2020 — роздільна шосейна гонка (чоловіки)
Гонка з роздільним стартом серед чоловіків на літніх Олімпійських іграх 2020 відбулася 28 липня 2021 року на Автодромі Фудзі в Токіо. Змагалися 41 велосипедист з 31 країни.

## Передумови
Це була дванадцята поява цієї дисципліни на Олімпійських іграх. Її проводили на кожній літній Олімпіаді від 1912 до 1932 року, а потім замінили груповою шосейною гонкою. Чоловічу гонку з роздільним стартом повернули 1996 року і відтоді проводять на кожній літній Олімпіаді. Чинний олімпійський чемпіон - швейцарець Фаб'ян Канчеллара, а чинний чемпіон світу - Філіппо Ганна з Італії.

## Кваліфікація
Національний олімпійський комітет (НОК) міг надіслати для участі у гонці з роздільним стартом щонайбільше двох велосипедистів. Всі квоти одержує НОК, який сам обирає велосипедистів, що змагаються. Квоти в гонці з роздільним стартом не дозволяли НОК надсилати додаткових велосипедистів; НОК уже повинні були мати квоти в груповій гонці, щоб заробити квоти в гонці з роздільним стартом. Загалом для участі в гонці було виділено 40 квот. З них перші 30 розподілено за світовим рейтингом, але з додатковим обмеженням - 1 місце на НОК, і вимогою, щоб кожен континент мав принаймні 2 квоти. Ще 10 місць розподілено за підсумками Чемпіонату світу 2019 року, знову ж таки з обмеженням - 1 місце на НОК. НОК міг одержати 2 місця, якщо його спортсмени кваліфікувались обома способами; всі 10 квот на чемпіонаті світу завоювали НОК, які вже мали квоту за рейтингом. Одну додаткову квоту надано членові Олімпійської команди біженців Ахмадові Вайсу. Оскільки кваліфікація завершилась до 22 жовтня 2019 року, то пандемія COVID-19 на неї не вплинула.

## Формат змагань і траса
Гонка з роздільним стартом - це гонка на час. Велосипедисти стартують через встановлені проміжки часу. Траса має вигляд 22,1-кілометрового кола, що починається на Автодромі Фудзі, утворює петлю навколишніми шляхами, а потім повертається на Автодром. Чоловіки пройдуть це коло двічі (загалом 44,2 км). Сумарне підняття становить приблизно 846 метрів .

## Розклад
Змагання в цій дисципліні відбуваються впродовж одного дня.
| З | Попередні заїзди | ЧФ | Чвертьфінали | ПФ | Півфінали | Ф | Фінали |

| Дисципліна↓/Дата →                 | 24 лип | 25 лип | 26 лип | 27 лип | 28 лип | 29 лип | 30 лип | 30 лип | 31 лип | 1 сер |
| ---------------------------------- | ------ | ------ | ------ | ------ | ------ | ------ | ------ | ------ | ------ | ----- |
| Шосейні гонки                      |        |        |        |        |        |        |        |        |        |       |
| роздільна шосейна гонка (чоловіки) |        |        |        |        | Ф      |        |        |        |        |       |

## Результати
| Місце | #  | Велогонщик             | Країна                           | Час          | Diff.        |
| ----- | -- | ---------------------- | -------------------------------- | ------------ | ------------ |
| 1     | 7  | Прімож Рогліч          | Словенія (SLO)                   | 55:04.19     |              |
| 2     | 10 | Том Дюмулен            | Нідерланди (NED)                 | 56:05.58     | +1:01.39     |
| 3     | 5  | Роан Денніс            | Австралія (AUS)                  | 56:08.09     | +1:03.90     |
| 4     | 3  | Штефан Кюнг            | Швейцарія (SUI)                  | 56:08.49     | +1:04.30     |
| 5     | 1  | Філіппо Ганна          | Італія (ITA)                     | 56:09.93     | +1:05.74     |
| 6     | 2  | Ваут ван Ерт           | Бельгія (BEL)                    | 56:44.72     | +1:40.53     |
| 7     | 8  | Каспер Асґреен         | Данія (DEN)                      | 56:52.21     | +1:48.02     |
| 8     | 19 | Рігоберто Уран         | Колумбія (COL)                   | 57:18.69     | +2:14.50     |
| 9     | 24 | Ремко Евенепул         | Бельгія (BEL)                    | 57:21.27     | +2:17.08     |
| 10    | 12 | Патрік Бевін           | Нова Зеландія (NZL)              | 57:24.29     | +2:20.10     |
| 11    | 23 | Альберто Беттіоль      | Італія (ITA)                     | 57:38.06     | +2:33.87     |
| 12    | 6  | Джерейнт Томас         | Велика Британія (GBR)            | 57:46.61     | +2:42.42     |
| 13    | 33 | Уго Уль                | Канада (CAN)                     | 57:56.46     | +2:52.27     |
| 14    | 34 | Стефан де Бод          | ПАР (RSA)                        | 57:57.10     | +2:52.91     |
| 15    | 14 | Максіміліан Шахманн    | Німеччина (GER)                  | 58:33.82     | +3:29.63     |
| 16    | 9  | Жуан Алмейда           | Португалія (POR)                 | 58:33.97     | +3:29.78     |
| 17    | 4  | Ремі Каванья           | Франція (FRA)                    | 58:39.06     | +3:34.87     |
| 18    | 16 | Мацей Боднар           | Польща (POL)                     | 58:47.10     | +3:42.91     |
| 19    | 35 | Нікіас Арндт           | Німеччина (GER)                  | 58:49.39     | +3:45.20     |
| 20    | 15 | Олександр Власов       | Олімпійський комітет Росії (ROC) | 58:55.40     | +3:51.21     |
| 21    | 27 | Нелсон Олівейра        | Португалія (POR)                 | 58:59.22     | +3:55.03     |
| 22    | 32 | Танел Кангерт          | Естонія (EST)                    | 59:05.25     | +4:01.06     |
| 23    | 13 | Тобіас Фосс            | Норвегія (NOR)                   | 59:51.68     | +4:47.49     |
| 24    | 11 | Брендон Макналті       | США (USA)                        | 59:57.73     | +4:53.54     |
| 25    | 29 | Джордж Беннетт         | Нова Зеландія (NZL)              | 1:00:28.39   | +5:24.20     |
| 26    | 30 | Міхаель Кукрле         | Чехія (CZE)                      | 1:00:41.55   | +5:37.36     |
| 27    | 25 | Річі Порт              | Австралія (AUS)                  | 1:00:53.67   | +5:49.48     |
| 28    | 31 | Ніколас Роч            | Ірландія (IRL)                   | 1:01:23.13   | +6:18.94     |
| 29    | 26 | Тао Ґоґен Гарт         | Велика Британія (GBR)            | 1:01:44.81   | +6:40.42     |
| 30    | 21 | Томс Скуїньш           | Латвія (LAT)                     | 1:02:04.93   | +7:00.74     |
| 31    | 20 | Патрік Конрад          | Австрія (AUT)                    | 1:02:05.08   | +7:00.89     |
| 32    | 18 | Олексій Луценко        | Казахстан (KAZ)                  | 1:02:21.67   | +7:17.48     |
| 33    | 36 | Амануель Гебрейгзабієр | Еритрея (ERI)                    | 1:03:22.80   | +8:18.61     |
| 34    | 28 | Лосон Креддок          | США (USA)                        | 1:03:52.99   | +8:48.80     |
| 35    | 38 | Саїд Сафарзаде         | Іран (IRI)                       | 1:05:14.62   | +10:10.43    |
| 36    | 37 | Аззадін Лагаб          | Алжир (ALG)                      | 1:05:21.53   | +10:17.34    |
| 37    | 22 | Лукаш Кубіш            | Словаччина (SVK)                 | 1:06:25.20   | +11:21.01    |
| 38    | 39 | Ахмад Ваїс             | Збірна біженців (EOR)            | 1:08:40.46   | +13.36.27    |
| 39    | 17 | Йон Ісагірре           | Іспанія (ESP)                    | Не фінішував | Не фінішував |